# Białogard
Białogard (anciennement Białogród ; en allemand : Belgard ; en cachoube : Biôłogard) est une ville de la voïvodie de Poméranie occidentale, dans le nord-ouest de la Pologne.

## Géographie
Białogard est située en Poméranie, près de la mer Baltique, sur la Parsęta. Elle est le chef-lieu d’un district (powiat) de la voïvodie de Poméranie occidentale. Elle est un nœud ferroviaire important.

## Histoire
D’après les archéologues, la forteresse de Białogard a été construite sur la Parsęta au VIIIe siècle. Au Xe siècle, elle est un centre important du commerce grâce à sa situation privilégiée au carrefour de la route du sel (allant de Kołobrzeg à Poznań) et de la route traversant la Poméranie d’ouest en est (de Szczecin à Gdańsk). À l’époque, la Poméranie était habitée par plusieurs tribus et Białogard était sans doute la capitale d’une de ces tribus. À la fin du Xe siècle, la Poméranie est conquise par Mieszko Ier et Boleslas Ier le Vaillant. En l’an 1000, ce dernier crée un évêché dans la ville voisine de Kołobrzeg mais la région est vite perdue par la Pologne et le monde chrétien. Cassubia était le nom de la région autour de Białogard.
Gallus Anonymus mentionne la ville pour la première fois dans sa chronique écrite au début du XIIe siècle. Białogard est présentée comme une place forte très riche et très peuplée de Poméranie et de la principauté de Cassubie , la ville « royale blanche » (Alba Regia). La ville est conquise par Boleslas III le Bouche-Torse en 1107. En 1124, Boleslas III Bouche-Torse et son vassal Warcisław Ier de Poméranie confient la christianisation de la Poméranie-Occidentale à Othon de Bamberg, l’évêque de Brandebourg. Białogard est une des villes visitées par l’évêque missionnaire. Au XIIe siècle, Białogard devient le siège d’un castellan (gouverneur de province). Elle est un des centres économiques les plus importants du duché de Poméranie. Son développement s’accélère quand le duc Bogusław IV lui donne le droit de Lübeck en 1299. Au XIVe siècle, Białogard devient une ville de la Hanse.
À la suite du démembrement féodal de la Poméranie, Białogard devient d’abord une ville du duché de Wolgast en 1295, ensuite une ville du duché de Słupsk à partir de 1368. En 1315, le duc Warcisław IV a choisi la ville comme son lieu de résidence principal. La Poméranie est réunifiée par le duc Bogusław X en 1478. Après 1569, Białogard fait partie du duché de Szczecin avant de réintégrer le duché de Poméranie réunifié par Bogusław XIV, le dernier monarque poméranien.
Après la Guerre de Trente Ans, la Poméranie est partagée entre la Suède, le Brandebourg et la Pologne. Białogard tombe dans les mains du Brandebourg (future royaume de Prusse). En 1724, Białogard devient la capitale d’un district (Bezirk) de la province prussienne de Poméranie. Après une réorganisation de l’administration en 1815, la ville devient la chef-lieu d’un arrondissement (de) (Kreis) du district (Bezirk) (Hinterpommern) poméranien de Köslin.
Le premier bureau de poste ouvre ses portes en 1825. En 1858, une ligne de chemin de fer relie Białogard à Koszalin et à Świdwin. En 1878, une autre ligne de chemin de fer relie la ville à Stargard et à Szczecinek. La même année, un quotidien local est fondé (le Belgarder Zeitung). Pendant la République de Weimar la ville penche vers le vote conservateur : en 1924 le parti national-conservateur DNVP obtient ici un de ses meilleurs scores dans les élections législatives allemandes.
L’Armée rouge s’empare de la ville les 4 et 5 mars 1945. C'est dans les environs de cette ville qu'une partie des SS français de la division SS Charlemagne avec à leur tête Edgar Puaud a péri lors des combats.
À la suite de la Seconde Guerre mondiale, Białogard redevient polonaise en 1945 et la population allemande de plus de 10 000 habitants est expropriée et expulsée vers la fin de 1945 à la suite des décrets Bierut. Elle est remplacée par des Polonais obligés de quitter les territoires orientaux polonais devenus soviétiques en 1945. Des unités de l’armée soviétique sont casernées dans la ville jusqu’en 1993.

## Économie
- petit centre industriel (électronique, métallurgie, etc.)
- centre commercial

## Lieux et monuments
- ancienne porte de la ville en style gothique (XIVe siècle) et vestiges des anciens remparts
- église Notre-Dame (XIVe siècle)
- église Saint-Georges (de) (XIVe siècle)
- hôtel de ville (XIXe siècle)

## Divers
- Aleksander Kwaśniewski, président de la République de Pologne de 1995 à 2005, est originaire de Białogard.

## Communications
Aéroport le plus proche : aéroport de Goleniów.
La gare Białogard a des connexions avec de nombreuses villes, y compris :
- Świdwin, Łobez, Stargard Szczeciński et Szczecin,
- Kołobrzeg,
- Słupsk, Gdynia et Gdańsk via Koszalin,
- Szczecinek, Piła et Poznań.

## Jumelages
La ville de Białogard est jumelée avec :
- Teterow (Allemagne)
- Aknīste (Lettonie)
- Ostseebad Binz (Allemagne)
- Gnosjö (Suède)
- Maardu (Estonie)
- Olen (Belgique)
- Albano Laziale (Italie)
- Caracal (Roumanie)
- Montana (Bulgarie)